# Micunori Jošida
Micunori Jošida (japonsko 吉田 光範), japonski nogometaš, * 8. marec 1962.
Za japonsko reprezentanco je odigral 35 uradnih tekem.